# Hugo I. (Burgund)

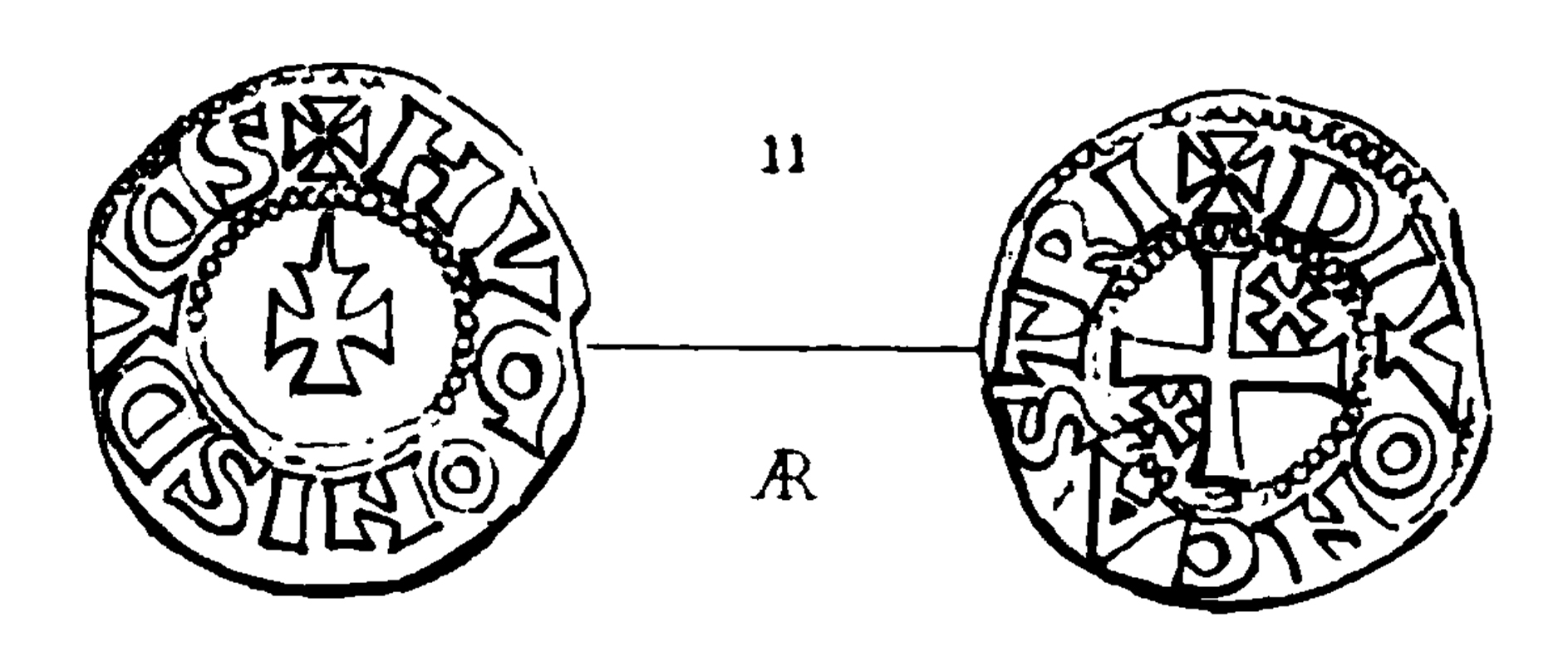
Münze von Hugo I.

Hugo I. (* 1057; † 29. August 1093 in Cluny) war Herzog von Burgund von 1076 bis 1078.
Hugo war der Enkel und Nachfolger des Herzogs Robert I. und der Sohn von Roberts Sohn Heinrich (* um 1035, † um 1070) und dessen Ehefrau Sibylla, eine Tochter des Grafen Berengar Raimund I. von Barcelona. 
Er heiratete Sibylle (Jolanthe) (* 1058; † 1078), eine Tochter des Grafen Wilhelm I. von Nevers. Als diese schon 1078 starb, begab er sich nach Spanien, wo er König Sancho I. von Aragon im Kampf gegen die Mauren und bei der Eroberung des Königreichs Navarra half. Anschließend übergab er im November oder Oktober 1079 das Herzogtum Burgund seinem Bruder Odo I. und zog sich ins Kloster Cluny zurück, wo er 1093 starb und begraben wurde.